# الشماليون (فصيل سياسي)
الشماليون (بالهانغل: 북인، وبالهانجا: 北人، وحرفياً: بُك إن) هم فصيل سياسي خلال عهد مملكة جوسون. ظهر الفصيل في سنة 1590 بسبب خلاف داخلي في الفصيل الشرقي حيث انقسم إلى قسمين هما الشماليون والجنوبيون نتيجة الاختلاف حول العقوبة المناسبة التي يجب إقرارها على جونغ تشول والذي نفي من منصبه آنذاك مغ غيره من أعضاء الفصيل الغربي.